# Castillo de las Huelgas

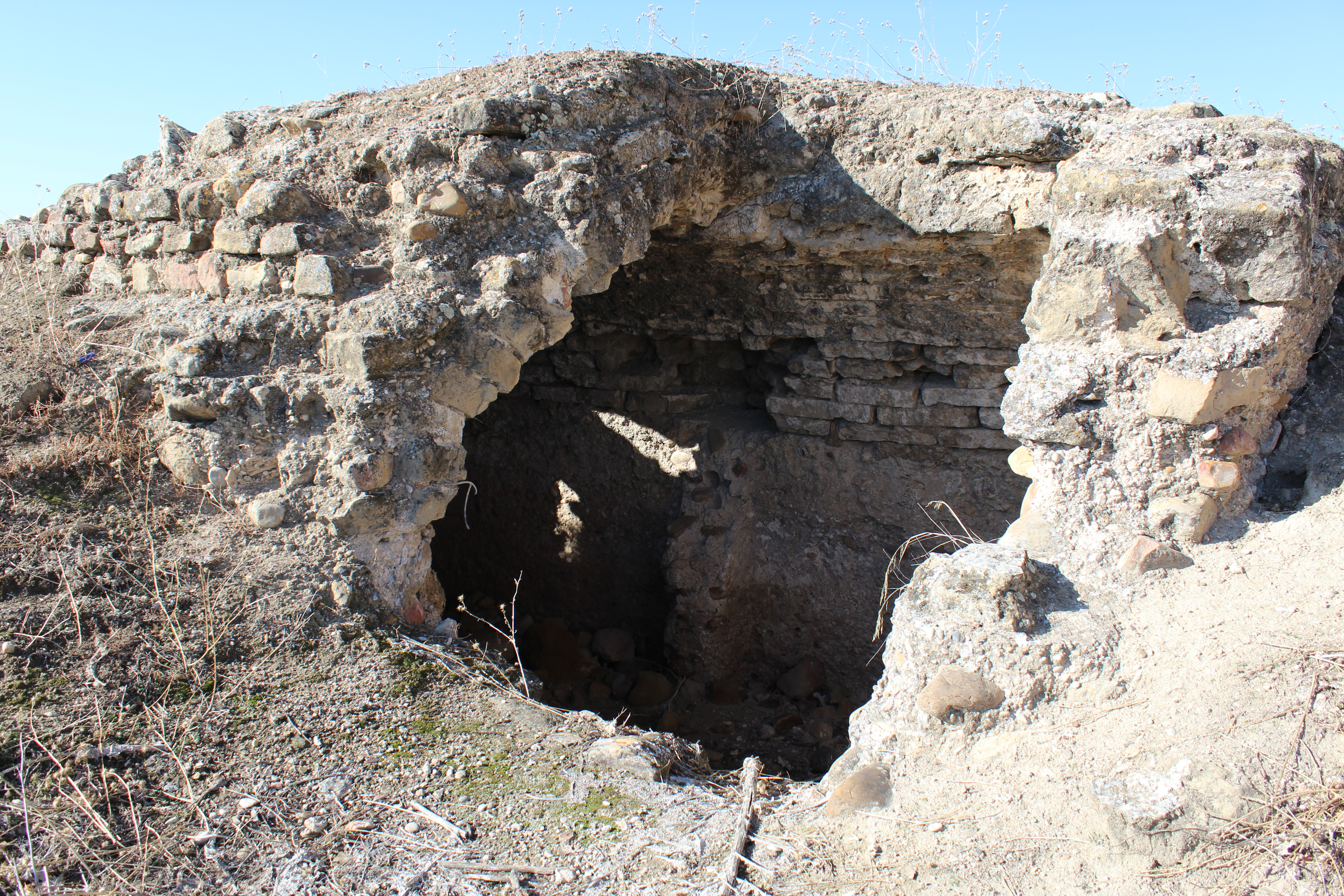
Aljibe en el patio de armas

El castillo de las Huelgas, también conocido como castillo de Estiviel es un castillo de época andalusí, situado en el municipio de Jabalquinto, provincia de Jaén (España). Está declarado BIC.

## Situación
Está situado sobre una colina junto a la carretera de Bailén a Jaén, kilómetro 307, junto al cortijo llamado de Las Huelgas, a unos 4 km de Mengíbar.

## Descripción
El recinto, circular, actualmente se encuentra en ruina. Permanece en pie la base de una torre del homenaje, cuadrada, de 11,60 m de lado, construida en tapial. Solo una de sus caras, la oriental, mantiene su altura original, con huecos en las tres plantas, en el primer piso saeteras y en los siguientes ventanas. Junto a la torre, en el patio de armas, hay un aljibe de mampostería de bóveda toscamente apuntada, que en otro tiempo estuvo enlucida. Se perciben materiales reutilizados en sus muros, como un fuste de columna en los restos de su muro norte.
Permanece en pie igualmente un torreón macizo de calicanto, con 7,66 m de altura y 3,40 para cada lado de su base. Existe también un horno de cal, con un diámetro de 3,90 metros, y un bastión construido en tapial sobre un zócalo de mampuesto, además de algunas huellas de caminos medievales y otros restos constructivos.

## Datación
Por el tipo constructivo, en especial de las dos torres, los autores lo datan en época de dominación bereber en al-Ándalus, aunque se sugiere la existencia previa de un oppidum ibérico, con restos de obra romana. Parece que fue remodelado por los cristianos castellanos en el siglo XIII.

## Historia
En la campaña de 1224, Fernando III de Castilla conquista sin resistencia el castillo —primera mención al mismo en la documentación escrita conservada—, junto a los de Iznadiel y Espeluy, lo que pone en evidencia la ineficacia del sistema defensivo almohade, que atravesaba gran número de conflictos internos. En 1243 Fernando III otorga este castillo a la ciudad de Baeza. En 1321 la ciudad de Baeza lo concede a don Día Sánchez de Biedma, entre otros alcaide de Jaén. En el siglo XVII, Martín Ximena Jurado señala que estaba arruinado.